# Jedna rodina
Jedna rodina je český televizní seriál, který byl na TV Nova vysílán od 3. ledna 2023 do 1.července 2025. Přinášel osudy trojice rodin, vzájemně propojených přičiněním náhody, s pevně nastaveným harmonogramem; fungování všech pak záviselo na jejich spolehlivosti.

## Obsazení

### Hlavní postavy
| Tereza Kostková       | Petra Tejkalová      |
| Tomáš Jeřábek         | Mgr. Karel Tejkal    |
| Zuzana Vejvodová      | Klára Tejkalová      |
| Lotti Töpfer          | Eliška Tejkalová     |
| Oliver Vyskočil       | Johan Tejkal         |
| Filip Blažek          | Filip Holas          |
| Berenika Kohoutová    | Norika Holasová      |
| Jan Bartoloměj Barták | Mikeš Holas          |
| Pavel Zedníček        | Bohumil Holas        |
| Sebastian Pöthe       | Václav Holas         |
| Denisa Biskupová      | Martina Holasová     |
| Adam Mišík            | Dominik Franěk       |
| Eva Holubová          | Lea Mraková          |
| Petr Čtvrtníček       | MUDr. Igor Mrak      |
| Václav Matějovský     | Mgr. Vilém Vávra     |
| Vincent Navrátil      | MUDr. Medard Vodička |
| Kristýna Ryška        | Mgr. Alice Hánová    |
| Patricie Solaříková   | RNDr.Olga Čechová    |

### Vedlejší postavy
| Miroslav Vladyka  | Ondřej Vágner     |
| Cyril Dobrý       | Petr Vodička      |
| Lenka Zahradnická | Jana Prokopová    |
| Alice Bendová     | Darja Hoch        |
| Igor Chmela       | Stanislav Galán   |
| Jan Vondráček     | Rudolf Chytil     |
| Regina Rázlová    | Božidara Mraková  |
| Petra Nesvačilová | Irena Hájková     |
| Martin Zounar     | Jaroslav Kolibřík |
| Vavřinec Hradilek | Radim Mareš       |
| Ondřej Kubina     | Ondřej Malík      |
| Markéta Plánková  | Helena Fraňková   |
| Martin Trnavský   | Milan Franěk      |
| Tomáš Pavelka     | David Hladký      |
| Tomáš Slavíček    | Alexandr Novák    |
| Martin Sitta      | Josef Hála        |
| Tereza Nekudová   | Marie Hálová      |
| Leoš Noha         | Petr Kotel        |
| Roman Štabrňák    | Ota Brus          |
| Aleš Háma         | František Anděl   |
| Pavla Dostálová   | Tereza Koldová    |

### Bývalé postavy
| Diana Mórová             | Beata Tóthová      |
| Elizaveta Maximová       | Nikola Perry       |
| Lucie Borhyová           | Lucie Borhyová     |
| Jana Paulová             | Marta Kovářová     |
| Erika Stárková           | Markéta Drábková   |
| Ivana Andrlová           | Oldřiška Chytilová |
| Sabina Remundová         | Sandra Junková     |
| Sara Sandeva             | Barbora Mlejnková  |
| Chantal Poullain         | Isabelle Dupont    |
| Petr Rychlý              | Petr Rychlý        |
| Carmen Mayerová          | Lýdie Kalinová     |
| Ladislav Frej            | Jaromír Nosek      |
| Oldřich Vlach            | Vladimír Bouček    |
| Halka Třešňáková         | Hana Kukačková     |
| Filip František Červenka | Adam Hluštička     |
| Sandra Pogodová          | Anna Horáčková     |
| Stanislav Majer          | Aleš Crha          |
| Ondřej Hejma             | Ondřej Hejma       |
| Marek Němec              | Hugo Drtina        |

## Přehled řad
| Řada | Díly | Premiéra v ČR  | Premiéra v ČR     |
| Řada | Díly | První díl      | Poslední díl      |
| ---- | ---- | -------------- | ----------------- |
| 1    | 24   | 3. ledna 2023  | 13. června 2023   |
| 2    | 16   | 29. srpna 2023 | 12. prosince 2023 |
| 3    | 38   | 2. ledna 2024  | 9. května 2024    |
| 4    | 32   | 27. srpna 2024 | 12. prosince 2024 |
| 5    | 50   | 2. ledna 2025  | 1. července 2025  |